# Bahía Honda (Cuba)
Pour les articles homonymes, voir Bahía Honda.
Bahía Honda est une localité et une municipalité de Cuba dans la province d'Artemisa. Avant 2011, cette municipalité dépendait de la province de Pinar del Río.

## Géographie

### Situation
Bahía Honda se trouve dans la partie occidentale de l'île de Cuba, au nord-ouest de la province d'Artemisa, à 100 km sud-ouest de La Havane et 69 km nord-ouest de sa capitale de province Artemisa.

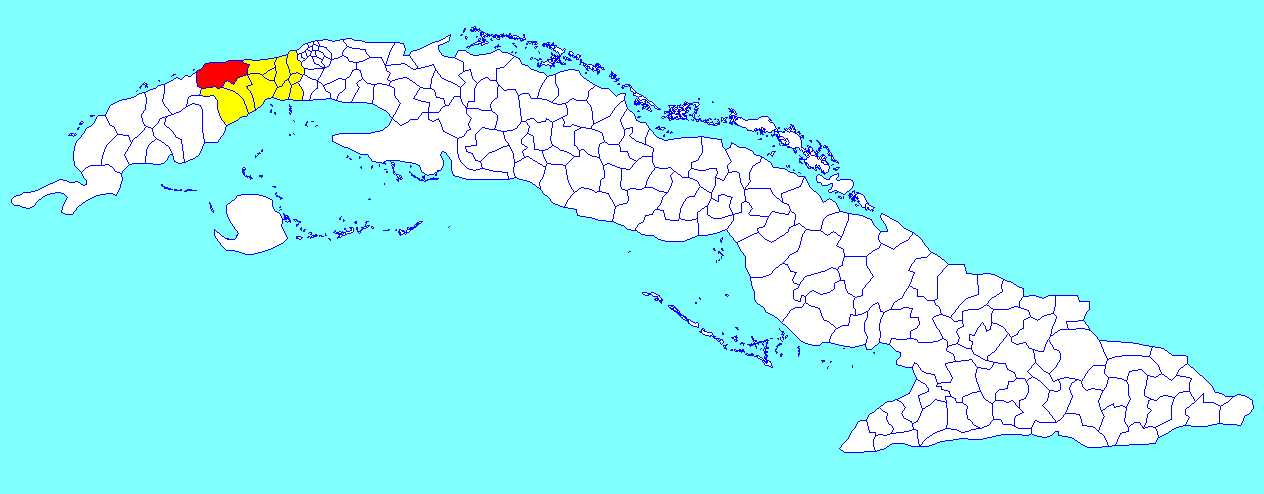
Municipalité de Bahía Honda dans la province d'Artemisa
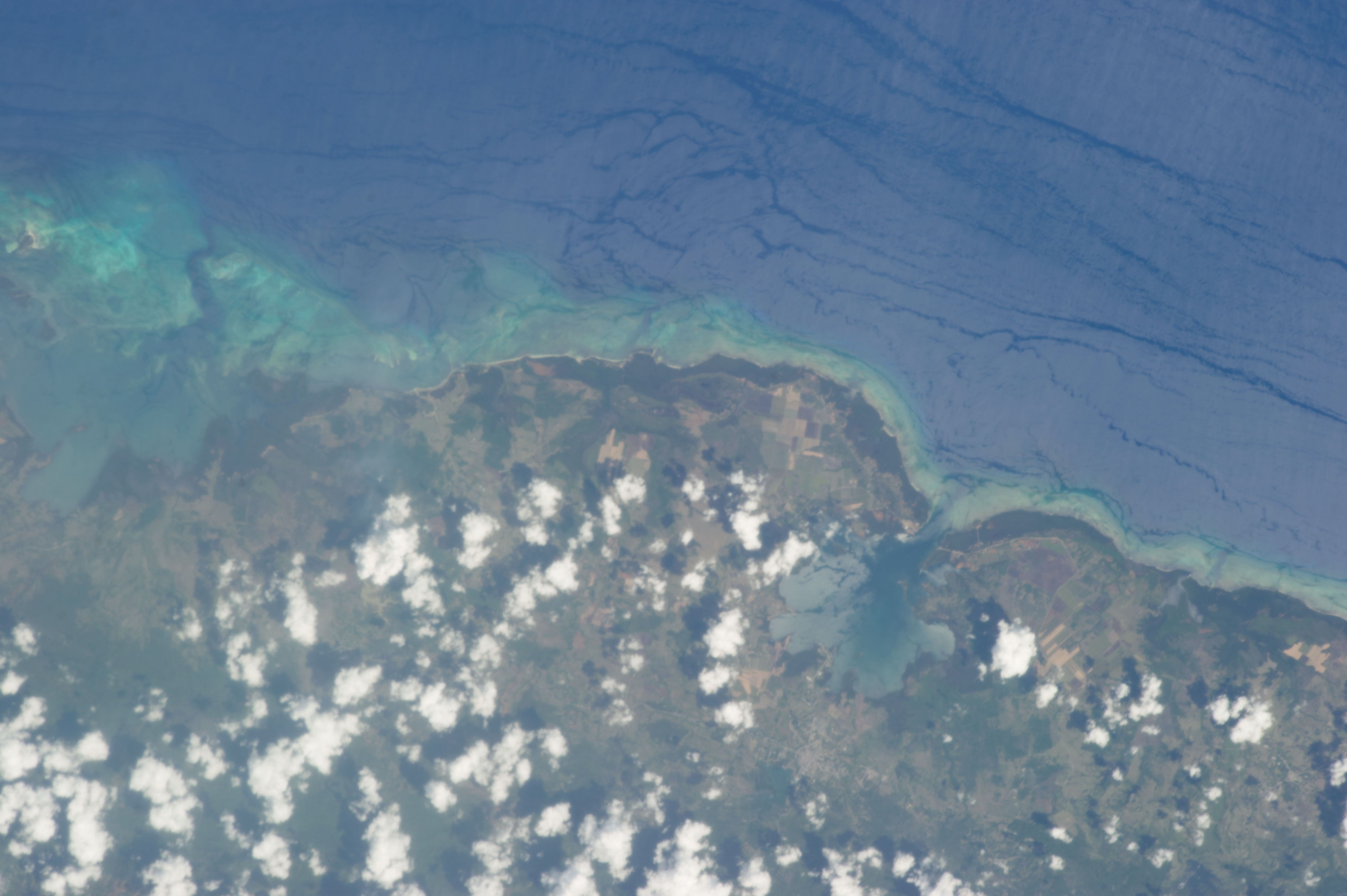
Bahía Honda et sa baie. Anse de la Mulata à gauche sur La Palma

### Divisions administratives
La municipalité inclut 10 consejos populares :
- Bahía Honda Oeste
- Bahía Honda Este
- Harlem
- Las Pozas
- Silvio Caro
- El Morrillo
- San Diego de Núñez
- Pablo de la Torriente Brau
- Luis Carrasco
- Blanca Arena

## Population
En 2022, la population de la municipalité était estimée à 42 522 habitants ; pour une surface de 784,1 km2, la densité de population est de 54,23/km².

## Histoire
Pour plusieurs raisons, entre autres la sécurisation du passage vers le futur canal de Panama alors en cours de préparation mais aussi les intérêts américains sur Cuba même (dont la souveraineté sur l'île des Pins, future île de la Juventud, et d'autres intérêts), au tournant du XXe siècle le gouvernement américain veut conserver des bases sur Cuba. En 1902 il s'agit de Triscornia, Guantánamo, Cienfuegos et Nipe. Triscornia, dans le port même de La Havane, est par trop controversé : les américains l'abandonnent ; ils finissent aussi par abandonner Nipe et ne retiennent plus que Guantánamo et Bahía Honda. 

En février 1903, sous l'administration Roosevelt, les États-Unis et Cuba signent un bail pour trois zones sur Cuba destinées à approvisionner en charbon et à l'installation de bases navales : l'une dans le nord-ouest de Cuba, une autre à Bahía Honda et la troisième à Guantánamo. Ce bail entre en vigueur le 23 février 1903, bien que ratifié par les deux gouvernements seulement en décembre 1903 ou le 2 juillet 1904. Entre-temps, en mai 1903 est co-signé le « Treaty of Relations » incorporant le texte de l'amendement Platt de 1901, en particulier le droit d'ingérence des États-Unis sur la république de Cuba.
Finalement, la base navale prévue à Bahía Honda n'est jamais développée : elle fait redondance avec les bases préexistantes de Key West (à l'époque ce n'est pas encore une base aérienne) et de Tampa. Mais son inclusion dans les contrats est utilisée par les États-Unis pour négocier l'agrandissement de la base de Guantánamo — sans succès au final sur ce point : en 1912 le sénat cubain refuse son accord, de même en 1919 et la question est abandonnée en 1921.

## Environnement
La réserve naturelle El Mulo, créée en 2008 pour 280,53 ha dans la cordillère de Guaniguanico sur les municipalités de Candelaria et Bahía Honda.